# Трокмортон (Техас)
Трокмортон (англ. Throckmorton) — місто (англ. town) в США, в окрузі Трокмортон штату Техас. Населення — 727 осіб (2020).

## Географія
Трокмортон розташований за координатами 33°10′55″ пн. ш. 99°10′47″ зх. д. / 33.18194° пн. ш. 99.17972° зх. д. (33.182031, -99.179780).  За даними Бюро перепису населення США в 2010 році місто мало площу 4,29 км², уся площа — суходіл.

## Демографія
Згідно з переписом 2010 року, у місті мешкало 828 осіб у 361 домогосподарстві у складі 229 родин. Густота населення становила 193 особи/км².  Було 477 помешкань (111/км²).
Расовий склад населення:
| - 93,5 % — білих - 1,0 % — корінних американців - 0,5 % — азіатів - 0,1 % — чорних або афроамериканців - 4,1 % — осіб інших рас |

До двох чи більше рас належало 0,8 %. Частка іспаномовних становила 10,3 % від усіх жителів.
За віковим діапазоном населення розподілялося таким чином: 23,4 % — особи молодші 18 років, 54,7 % — особи у віці 18—64 років, 21,9 % — особи у віці 65 років та старші. Медіана віку мешканця становила 43,5 року. На 100 осіб жіночої статі у місті припадало 92,6 чоловіків;  на 100 жінок у віці від 18 років та старших — 89,3 чоловіків також старших 18 років.
Середній дохід на одне домашнє господарство  становив 45 641 долар США (медіана — 33 077), а середній дохід на одну сім'ю — 55 171 долар (медіана — 47 083). Медіана доходів становила 37 153 долари для чоловіків та 46 000 доларів для жінок. За межею бідності перебувало 16,6 % осіб, у тому числі 28,9 % дітей у віці до 18 років та 8,8 % осіб у віці 65 років та старших.
Цивільне працевлаштоване населення становило 314 осіб. Основні галузі зайнятості: сільське господарство, лісництво, риболовля — 26,4 %, освіта, охорона здоров'я та соціальна допомога — 19,4 %, роздрібна торгівля — 11,1 %, транспорт — 10,5 %.